# Autumn (musikgrupp)
Autumn är ett nederländskt gothic metal-band som bildades 1995.

## Medlemmar
Nuvarande medlemmar
- Jan Grijpstra – trummor (1996– )
- Jens van der Valk – gitarr, bakgrundssång (2001– )
- Mats van der Valk – gitarr, bakgrundssång (2005– )
- Jan Munnik – keyboard, piano, sampling (2006– )
- Marjan Welman – sång (2008– )
- Maurice van der Es – basgitarr (2018– )
- Ronald Landa – gitarr (2018– )

Tidigare medlemmar
- Meindert Sterk – basgitarr, growl (1995–2005)
- Hildebrand van de Woude – trummor (1995–1996)
- Bert Ferweda – gitarr (1995–2001)
- Menno Terpstra – keyboard (1995–2005)
- Welmoed Veersma – sång (1996–1999)
- Jeroen Bakker – gitarr (1999–2001)
- Nienke de Jong – sång (1999–2008)
- Jasper Koenders – gitarr, flöjt (2001–2005)
- Kevin Storm – basgitarr (2014–2018)
- Jerome Vrielink – basgitarr (2006–2012)

Turnerande medlemmar
- Jetse Goris – trummor (2014–idag)
- Kevin Storm – basgitarr (2013–2014)

## Diskografi
Demo
- Samhain (1997)
- Autumn (1999)

Studioalbum
- When Lust Evokes the Curse (2002), Pink Records/Sony Music
- Summer's End (2004), The Electric Co./Universal Music
- My New Time (2007), Metal Blade Records
- Altitude (2009), Metal Blade Records
- Cold Comfort (2011), Metal Blade Records[1]
- Stacking Smoke (2019), Painted Bass Records

EP
- Spring Starts with Autumn (2001)

Singlar
- "Gallery of Reality" (2005)
- "Satellites" (2007)
- "Blackout" (2018)